# Christine Baranski
Christine Jane Baranski (Buffalo, 1952. május 2. –) Primetime Emmy- és kétszeres Tony-díjas amerikai színésznő, humorista, producer, énekesnő. 

## Gyermekkora és tanulmányai
Baranski a New York állambeli Buffalóban született Virginia (születési nevén Mazurowska) és Lucien Baranski lányaként, aki egy lengyel nyelvű újságot szerkesztett. Volt egy bátyja, Michael J. Baranski (1949–1998), aki reklámszakember volt, és 48 évesen halt meg. Lengyel származású, nagyszülei színészek voltak Lengyelországban. Baranski Buffalo Cheektowaga nevű külvárosában nőtt fel, ahol a Villa Maria Akadémián járt középiskolába. Később a New York-i Juilliard Iskolában tanult (Drama Division Group 3: 1970–1974), ahol 1974-ben Bachelor of Arts diplomát szerzett.

## Pályafutása
Tizenötször jelölték Primetime Emmy-díjra, 1995-ben a Cybill című szitkomban (1995–1998) Maryann Thorpe szerepéért egyszer nyerte el a vígjátéksorozat kiemelkedő női mellékszereplőjének járó díjat. További kritikai elismerést kapott Diane Lockhart szerepéért A férjem védelmében (2009–2016) című jogi drámasorozatban és annak Diane védelmében (2017–2022) című spin-off sorozatában nyújtott alakításáért.
Számos tévéfilmben szerepelt, többek között a Tánc a fehér kutyával (1993), A szálloda kedvence (2003) és Huncut karácsony (2003) című filmekben. A Broadwayn többek között a Hide and Seek (1980), a Hurlyburly (1984), a The House of Blue Leaves (1986), a Nick & Nora (1991) és a Boeing Boeing (2008) című darabokban játszott. 
Számos filmben feltűnt: A szerencse forgandó (1990), Madárfészek (1996), Kegyetlen játékok (1999), A Grincs (2000), Chicago (2002), Mamma Mia! (2008), Vadregény (2014) és a Mamma Mia! Sose hagyjuk abba (2018).

## Magánélete
1983 októberében kötött házasságot Matthew Cowles színésszel. Házasságuknak Cowles 2014. május 22-én bekövetkezett halála vetett véget. Két lányuk van, Isabel (sz.: 1984), aki ügyvéd, és Lily (sz.: 1987), aki színésznő.

## Filmográfia

### Film

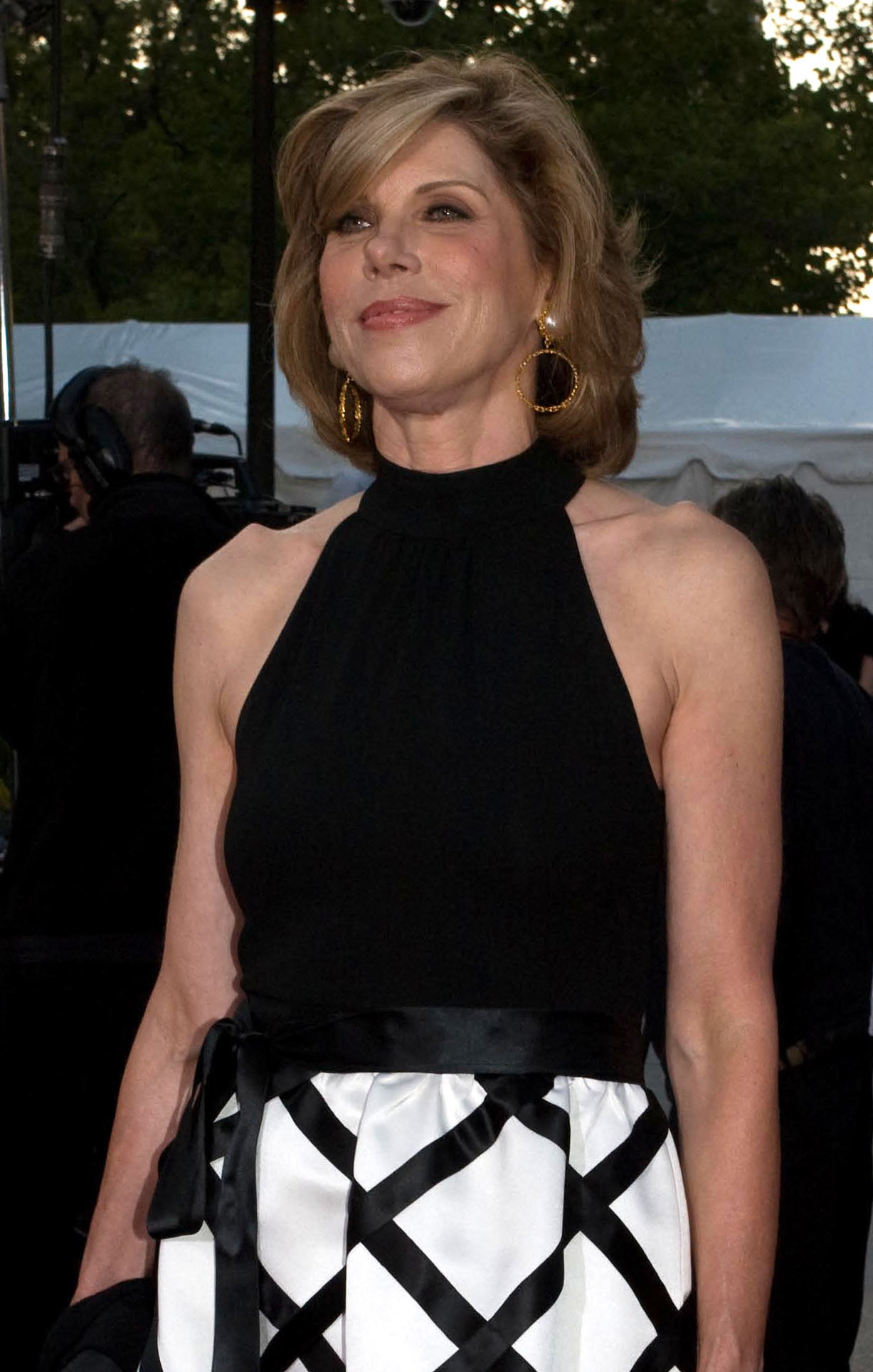
A Metropolitan Opera 2008-as nyitóestjén

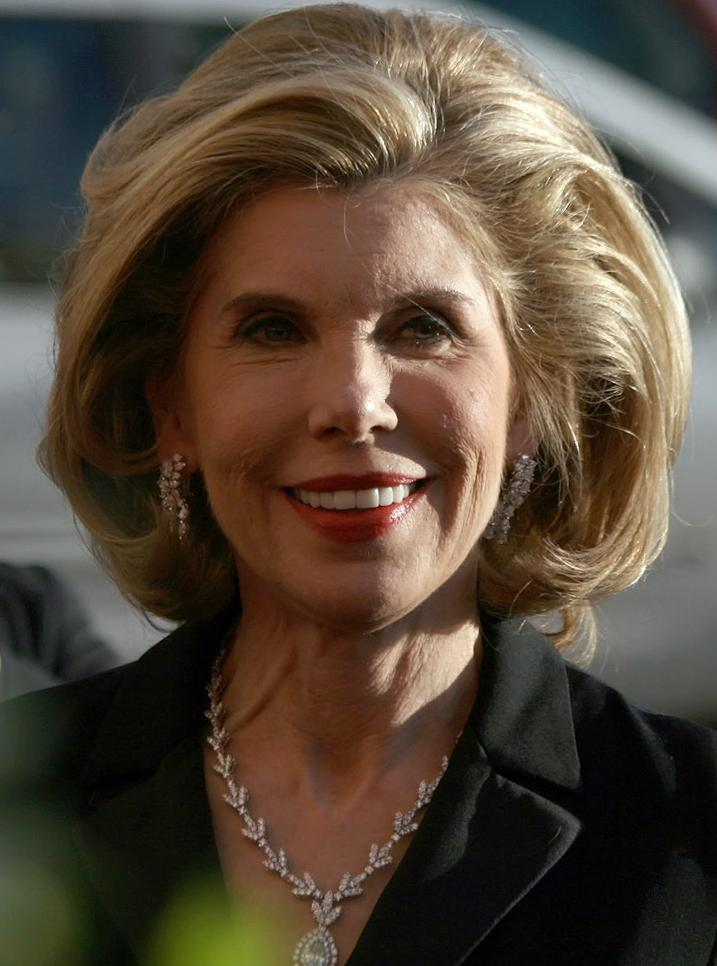
A 2012-es Romy-díjátadón

| Év   | Magyar cím                                            | Eredeti cím                                                 | Szerep                       | Magyar hang        |
| ---- | ----------------------------------------------------- | ----------------------------------------------------------- | ---------------------------- | ------------------ |
| 1982 |                                                       | Soup for One                                                | szőke a bárban               |                    |
| 1983 | A szerelem bolondja                                   | Lovesick                                                    | nimfomániás                  |                    |
| 1984 | Kasszafúrók                                           | Crackers                                                    | Maxine                       | Orosz Helga        |
| 1986 | 9 és 1/2 hét                                          | 9½ Weeks                                                    | Thea                         | Bessenyei Emma     |
| 1986 | Törvényszéki héják                                    | Legal Eagles                                                | Carol Freeman                | Borbás Gabi        |
| 1987 | A nővadász                                            | The Pick-up Artist                                          | Harriet                      |                    |
| 1990 | A szerencse forgandó                                  | Reversal of Fortune                                         | Andrea Reynolds              |                    |
| 1993 | Zűrzavaros éjszakák                                   | The Night We Never Met                                      | Lucy                         | Kocsis Mariann     |
| 1993 | A gyereknepper                                        | Life with Mikey                                             | Carol                        |                    |
| 1993 | Addams Family 2. – Egy kicsivel galádabb a család     | Addams Family Values                                        | Becky Martin-Granger         | Für Anikó          |
| 1994 | Egy híján túsz                                        | The Ref                                                     | Connie Chasseur              | Tallós Rita        |
| 1994 | A várólistás gyilkos                                  | Getting In                                                  | Mrs. Margaret "Maggie" Higgs | Menszátor Magdolna |
| 1994 | Háború                                                | The War                                                     | Miss Strapford               | Ullmann Zsuzsa     |
| 1995 | Padlógáz                                              | New Jersey Drive                                            | ügyész                       | Csere Ágnes        |
| 1995 | Jeffrey – Valami más                                  | Jeffrey                                                     | Ann Marwood Bartle           |                    |
| 1996 | Madárfészek                                           | The Birdcage                                                | Katherine Archer             | Bencze Ilona       |
| 1996 | Madárfészek                                           | The Birdcage                                                | Katherine Archer             | Andresz Kati       |
| 1998 | Furcsa pár 2.                                         | The Odd Couple II                                           | Thelma                       | Nyírő Beáta        |
| 1998 | Bulworth – Nyomd a sódert!                            | Bulworth                                                    | Constance Bulworth           | Radó Denise        |
| 1999 | Kegyetlen játékok                                     | Cruel Intentions                                            | Bunny Caldwell               | Tóth Judit         |
| 1999 | Fergeteges forgatás                                   | Bowfinger                                                   | Carol                        | Kovács Nóra        |
| 2000 | A Grincs                                              | How the Grinch Stole Christmas                              | Martha May Whovier           | Román Judit        |
| 2001 | Mickey varázslatos karácsonya: Hórabság az Egértanyán | Mickey's Magical Christmas: Snowed in at the House of Mouse | Featherduster (hangja)       |                    |
| 2002 | A guru                                                | The Guru                                                    | Shantal                      | Kiss Mari          |
| 2002 | A guru                                                | The Guru                                                    | Shantal                      | Kocsis Mariann     |
| 2002 | Chicago                                               | Chicago                                                     | Mary Sunshine                | Kovács Nóra        |
| 2003 | Nyafka X                                              | Marci X                                                     | Mary Ellen Spinkle           | Andresz Kati       |
| 2004 | Az elnök emberére talál                               | Welcome to Mooseport                                        | Charlotte Cole               | Molnár Zsuzsa      |
| 2005 | Scooby-Doo és a múmia átka                            | Scooby-Doo! in Where's My Mummy?                            | Amelia Von Butch (hangja)    | Nyírő Beáta        |
| 2006 |                                                       | Falling for Grace                                           | Bree                         |                    |
| 2006 | Sokk a jóból                                          | Relative Strangers                                          | Arleen Clayton               | Molnár Zsuzsa      |
| 2006 | Bonneville                                            | Bonneville                                                  | Francine                     | Szórádi Erika      |
| 2008 | Mamma Mia!                                            | Mamma Mia!                                                  | Tanya Chesham-Leigh          | Vándor Éva         |
| 2010 | Exférj újratöltve                                     | The Bounty Hunter                                           | Kitty Hurley                 | Vándor Éva         |
| 2012 |                                                       | Foodfight!                                                  | Hedda Shopper (hangja)       |                    |
| 2014 | Vadregény                                             | Into the Woods                                              | Hamupipőke mostohaanyja      | Kocsis Mariann     |
| 2014 | Sam – Kismadár nagy kalandja                          | Gus - Petit oiseau, grand voyage                            | Janet (hangja)               | Andresz Kati       |
| 2016 | Trollok                                               | Trolls                                                      | séf (hangja)                 | Bertalan Ágnes     |
| 2016 | Miss Sloane                                           | Miss Sloane                                                 | Evelyn Sumner                | Menszátor Magdolna |
| 2017 | Rossz anyák karácsonya                                | A Bad Moms Christmas                                        | Ruth                         | Kovács Nóra        |
| 2018 | Mamma Mia! Sose hagyjuk abba                          | Mamma Mia! Here We Go Again                                 | Tanya Chesham-Leigh          | Vándor Éva         |
| 2020 | Karácsony a kisváros terén                            | Christmas on the Square                                     | Regina Fuller                |                    |

### Televízió
| Év        | Magyar cím                              | Eredeti cím                             | Szerep                                 | Megjegyzések                                |
| --------- | --------------------------------------- | --------------------------------------- | -------------------------------------- | ------------------------------------------- |
| 1980      |                                         | Playing for Time                        | Olga                                   | tévéfilm                                    |
| 1981      |                                         | Texas                                   | Sadie                                  | 2 epizód                                    |
| 1982      |                                         | A Midsummer Night's Dream               | Helena                                 | tévéfilm                                    |
| 1983      |                                         | Another World                           | Beverly Tucker                         | ismeretlen epizódok                         |
| 1984      |                                         | All My Children                         | Jewel Maniscalo                        | 1 epizód                                    |
| 1985      |                                         | Big Shots in America                    | Cara                                   | tévéfilm                                    |
| 1985      |                                         | The Equalizer                           | Victoria Baines                        | 1 epizód                                    |
| 1987      |                                         | The House of Blue Leaves                | Bunny Flingus                          | tévéfilm (American Playhouse)               |
| 1988      |                                         | The Thorns                              | Polly                                  | 1 epizód                                    |
| 1991–1994 | Esküdt ellenségek                       | Law & Order                             | Katherine Masucci Beigel / Rose Siegal | 3 epizód                                    |
| 1992      |                                         | Screenplay                              | Blair Bennett                          | 1 epizód                                    |
| 1993      | Tánc a fehér kutyával                   | To Dance with the White Dog             | Kate                                   | tévéfilm                                    |
| 1995–1998 | Cybill                                  | Cybill                                  | Maryann Thorpe                         | főszereplő                                  |
| 1996      | Saturday Night Live                     | Saturday Night Live                     | önmaga (házigazda)                     | 1 epizód                                    |
| 1997      | Űrbalekok                               | 3rd Rock from the Sun                   | Sonja Umdahl                           | 1 epizód                                    |
| 1999      | Vissza a jelenbe                        | Now and Again                           | Ruth Bender (hangja)                   | 1 epizód stáblistán nem szerepel            |
| 1999      | Frasier – A dumagép                     | Frasier                                 | Dr. Nora Fairchild                     | 1 epizód                                    |
| 2000      | Timothy Tweedle, az első karácsonyi elf | Timothy Tweedle the First Christmas Elf | Flo (hangja)                           | tévéfilm                                    |
| 2000–2001 |                                         | Welcome to New York                     | Marsha Bickner                         | főszereplő                                  |
| 2001      |                                         | Citizen Baines                          | Glenn Ferguson Baines Welch            | 1 epizód                                    |
| 2002      |                                         | Presidio Med                            | Dr. Terry Howland                      | 2 epizód                                    |
| 2003      | A szálloda kedvence                     | Eloise at the Plaza                     | Prunella Stickler                      | tévéfilm                                    |
| 2003      | Huncut karácsony                        | Eloise at Christmastime                 | Prunella Stickler                      | - tévéfilm - magyar hangja: - Incze Ildikó  |
| 2003–2004 |                                         | Happy Family                            | Annie Brennan                          | főszereplő                                  |
| 2004      |                                         | Spellbound                              | ismeretlen szerep                      | tévéfilm                                    |
| 2004      |                                         | In the Game                             | ismeretlen szerep                      | próbaepizód                                 |
| 2005      |                                         | Recipe for a Perfect Christmas          | Lee Bellmont                           | tévéfilm                                    |
| 2005      |                                         | Adopted                                 | Judy Rabinowitz                        | tévéfilm                                    |
| 2005      | Szellemekkel suttogó                    | Ghost Whisperer                         | Faith Clancy                           | 2 epizód                                    |
| 2006      |                                         | Inseparable                             | Barbara                                | tévéfilm                                    |
| 2006      | Amerikai fater                          | American Dad!                           | hajléktalan nő (hangja)                | 1 epizód                                    |
| 2009      | Ki ez a lány?                           | Ugly Betty                              | Victoria Hartley                       | 3 epizód                                    |
| 2009      | Psych – Dilis detektívek                | Psych                                   | Alice Clayton                          | 1 epizód                                    |
| 2009–2016 | A férjem védelmében                     | The Good Wife                           | Diane Lockhart                         | főszereplő                                  |
| 2009–2019 | Agymenők                                | The Big Bang Theory                     | Dr. Beverly Hofstadter                 | visszatérő szerep                           |
| 2011      |                                         | Who Is Simon Miller?                    | Amanda                                 | tévéfilm                                    |
| 2011      | Furcsa amcsik                           | Ugly Americans                          | Grimes múmiája (hangja)                | 1 epizód                                    |
| 2013–2018 | Family Guy                              | Family Guy                              | önmaga / örökösnő (hangja)             | 2 epizód                                    |
| 2015      |                                         | Sinatra: All or Nothing at All          | Ruth Berle (hangja)                    | minisorozat (1 epizód)                      |
| 2015–2019 | BoJack Horseman                         | BoJack Horseman                         | Amanda Hannity (hangja)                | 2 epizód                                    |
| 2017      | Parkműsor                               | Regular Show                            | Guardian (hangja)                      | 1 epizód                                    |
| 2017      |                                         | Michael Jackson's Halloween             | Mrs. Grau (hangja)                     | különkiadás                                 |
| 2017      | Szilaj, a szabadon száguldó             | Spirit Riding Free                      | Miz McDonnell (hangja)                 | 1 epizód                                    |
| 2017–2022 | Diane védelmében                        | The Good Fight                          | Diane Lockhart                         | főszereplő és producer                      |
| 2018–2022 | Fancy Nancy Clancy                      | Fancy Nancy                             | Mrs. Devine (hangja)                   | 19 epizód                                   |
| 2019      | Az ifjú Sheldon                         | Young Sheldon                           | Beverly Hofstadter (hangja)            | 1 epizód                                    |
| 2019      | Archibald következő nagy dobása         | Archibald's Next Big Thing              | Madame Baroness (hangja)               | 1 epizód                                    |
| 2019      |                                         | The Bravest Knight                      | The Dragon (hangja)                    | 2 epizód                                    |
| 2019      |                                         | Spirit Riding Free: Pony Tales          | Miz McDonnell (hangja)                 | 1 epizód                                    |
| 2020      |                                         | Magical Girl Friendship Squad           | Verus (hangja)                         | 3 epizód                                    |
| 2021      |                                         | Fairfax                                 | Joyce (hangja)                         | 1 epizód                                    |
| 2021      | A Simpson család                        | The Simpsons                            | önmaga (hangja)                        | 1 epizód                                    |
| 2022      | A Lármás család                         | The Loud House                          | Joyce Crandall (hangja)                | 1 epizód                                    |
| 2022–2023 | Az aranykor                             | The Gilded Age                          | Agnes van Rhijn                        | - főszereplő - magyar hangja: - Kovács Nóra |
| 2023      | Isten áldd meg Petey-t!                 | Praise Petey                            | White St. Barts (hangja)               | főszereplő                                  |
| 2024      | Kilenc idegen                           | Nine Perfect Strangers                  | TBA                                    | 2. évad                                     |

### Videójátékok
| Év   | Cím                                | Szerep     |
| ---- | ---------------------------------- | ---------- |
| 2013 | Skylanders: Swap Force             | Kaos' Anya |
| 2017 | Steven Universe: Save the Light    | Hessonite  |
| 2019 | Steven Universe: Unleash the Light | Hessonite  |